# Prionostemma barnardi
Prionostemma barnardi is een hooiwagen uit de familie Sclerosomatidae.